# ロドニー・ウィリアムズ (総督)
サー・ロドニー・エリー・ローレンス・ウィリアムズ（英語: Sir Rodney Errey Lawrence Williams、1947年11月2日 - ）は、アンティグア・バーブーダの第4代総督。聖マイケル・聖ジョージ勲章（GCMG）、ヴェネラブル・聖ジョン勲章（DStJ）受勲。
アンティグア労働党所属で下院議員であったアーネスト・エマニュエル・ウィリアムズの息子として誕生。モナの西インド諸島大学で医学を学び、1976年に外科学の学位を取得する。1978年から、バルバドスのクイーンエリザベス病院でインターンシップを終えた後、開業医として勤務していた。
1984年に父親が務めていたセントポール選挙区の下院議員として、政界進出を果たす。1992年から2004年にかけて、ウィリアムズは教育、文化、観光・環境、技術担当大臣を兼任する。ウィリアムズは2004年の総選挙で議席を失い、アンティグア労働党が統一進歩党に敗れたことで政界引退を余儀なくされた。ウィリアムズが政治家として残した功績は教育税導入の法案を下院で可決させたことである。この法案は全国の公立学校が必要とする文房具や物理的な物資を無償で提供することであった。
2014年8月14日にアンティグア・バーブーダの第4代総督として就任。同年8月30日、ウィリアムズは2014年の特別栄誉でエリザベス2世から聖マイケル・聖ジョージ勲章(GCMG)の騎士グランドクロスを受勲された。
2019年5月、ウィリアムズはセント・メリーランドから名誉博士号を授与される。2021年には母校の西インド諸島大学から名誉理学博士号を授与された